# Austrolimnophila (Austrolimnophila) erecta
Austrolimnophila (Austrolimnophila) erecta is een tweevleugelige uit de familie steltmuggen (Limoniidae). De soort komt voor in het Palearctisch gebied.